# Бен-Йехуда (улица)

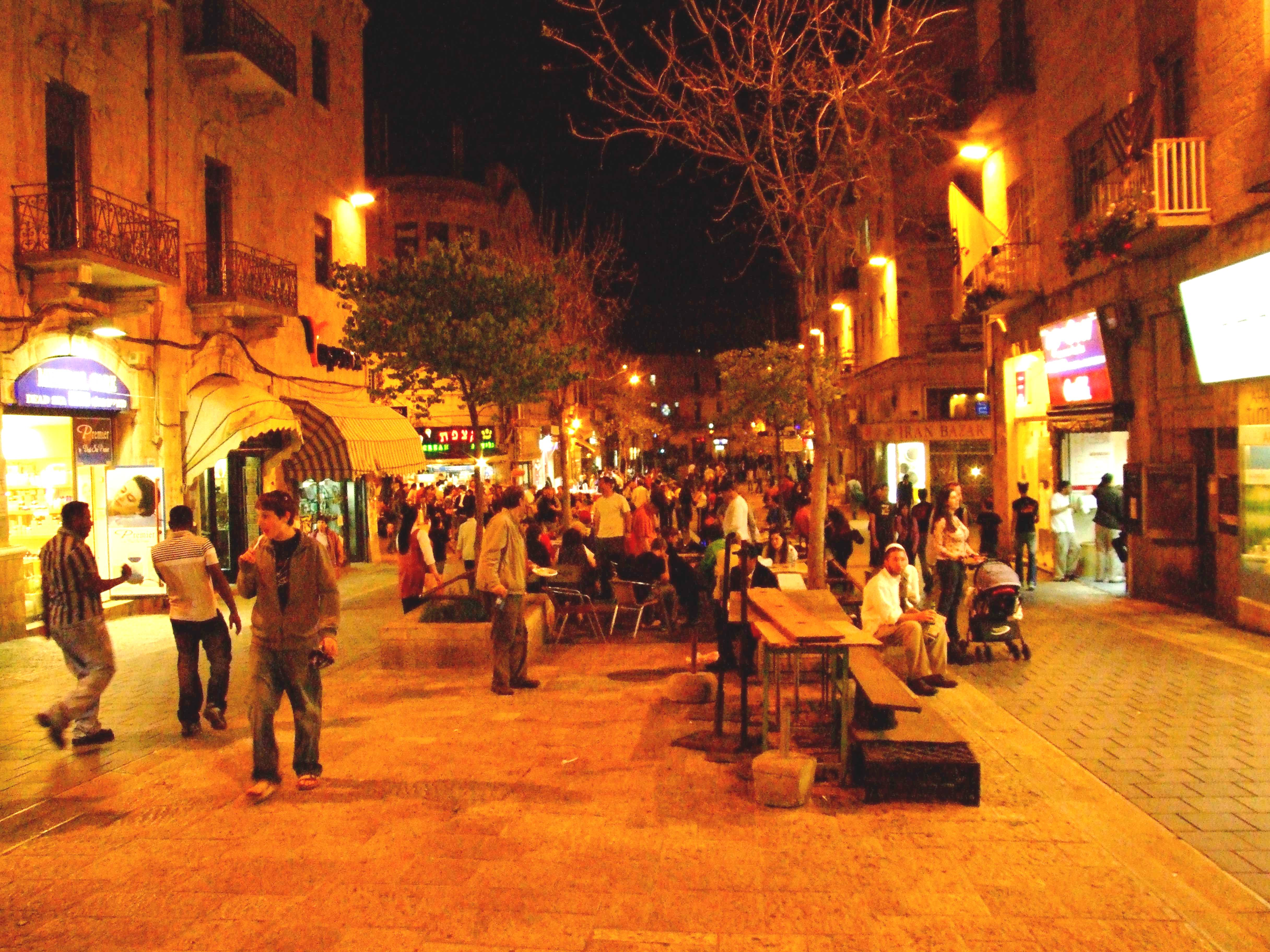
Бен-Йехуда ночью

Улица Бен-Йехуда (ивр. רחוב בן יהודה‎) — одна из центральных улиц Иерусалима в Израиле, являющаяся пешеходной и закрытой для транспорта с 1983 года. Расположена между улицей Кинг-Джордж и Кикар-Цион (Площадью Сиона) на улице Яффо. Улица названа в честь создателя современного иврита Элиэзера Бен-Йехуды.

## История

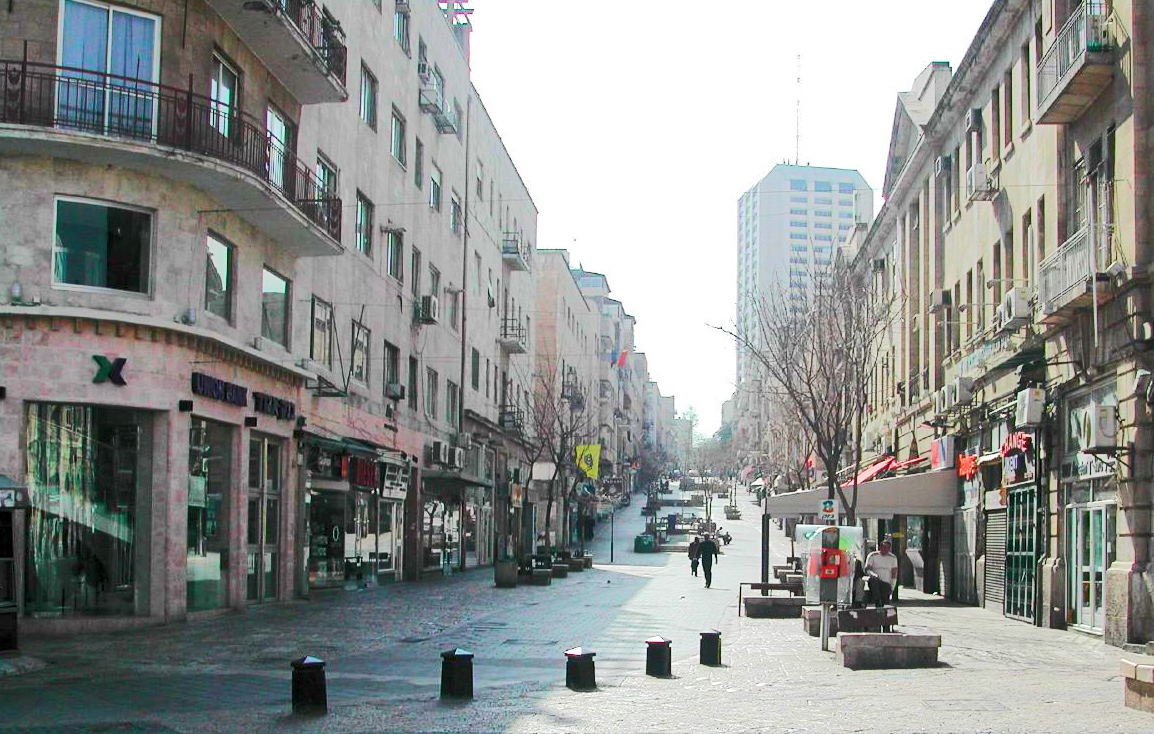
Улица Бен-Йехуда в шабат, вид с Кикар-Циона

Улица Бен-Йехуда была главной улицей Иерусалима ещё до основания государства Израиль. Будучи главной артерией города, она часто привлекала террористов.
В 1983 году была закрыта для транспорта и сделалась пешеходной. На иврите также называется Мидрехов, что дословно обозначает пешеходную улицу, неологизм, образованный от слов тротуар и улица.
Коммерческая деятельность на улице Бен-Йехуда ориентирована преимущественно на туристов, много магазинов сувениров и иудаики, кафе, ресторанов, здесь часто выступают уличные музыканты. Улица долго считалась сердцем светского Иерусалима, но в последнее время религиозная молодёжь, не удовлетворённая ортодоксальным иудаизмом, стала присоединяться к всеобщим гуляниям.

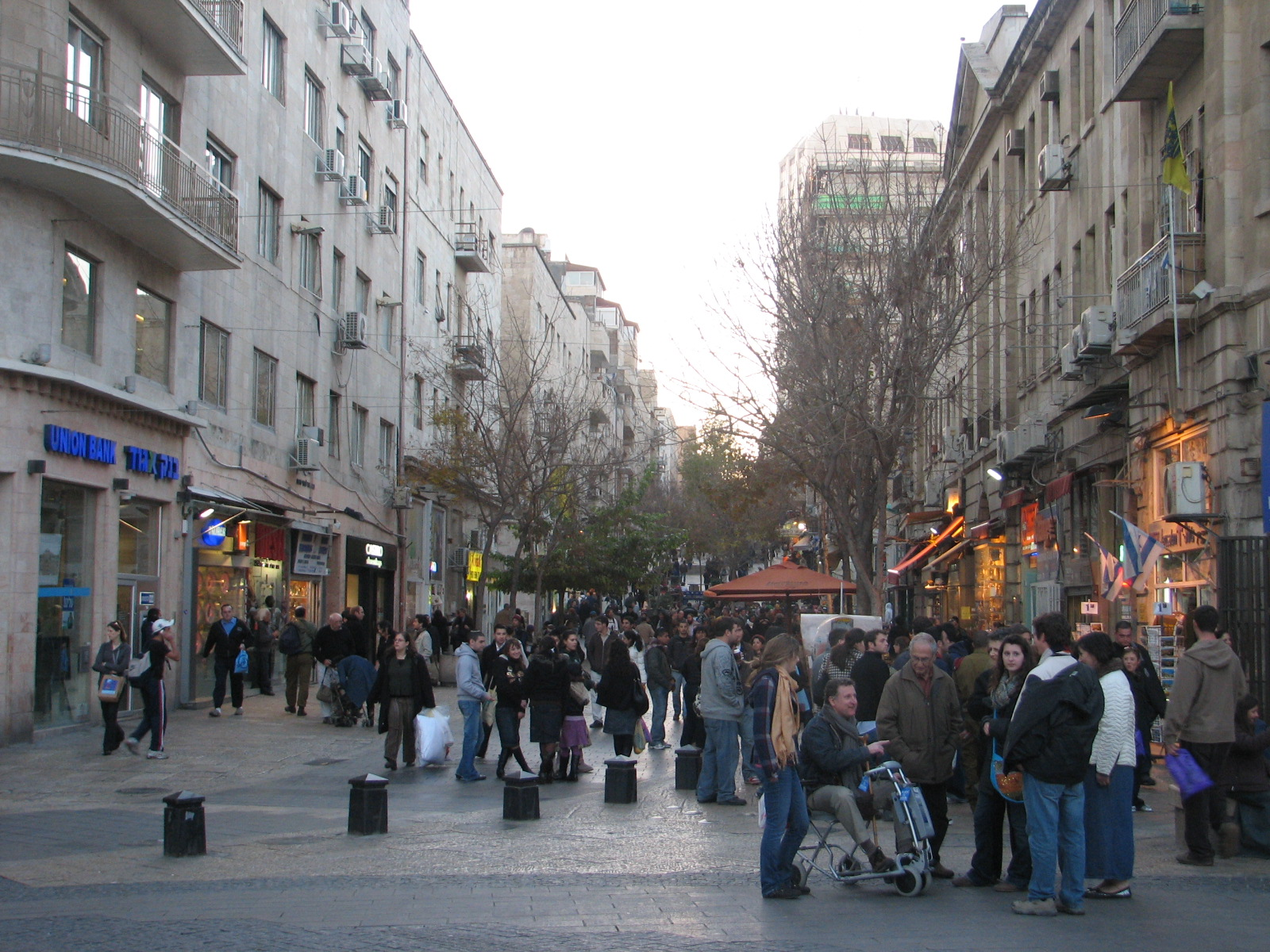
Будни на Бен-Йехуде. Магазины. Вид с Кикар-Циона